# Шин Рамьон
Шин Рамьон (кор. 신라면) — це бренд локшини швидкого приготування (включно з рамьоном в чашці), який виробляє південнокорейська харчова компанія Nongshim з 1 жовтня 1986 року. Нині вона експортується до понад 100 країн світу і є найбільш продаваною маркою локшини швидкого приготування в Південній Кореї.
Шин Рамьон, добре відомий своїм гострим смаком, виробляється щонайменше в чотирьох варіантах: оригінальний Шин Рамьон і чорний Шин Рамьон, який був представлений у 2011 році, а також Супер гострий, який був випущений у 2019 році, і, нарешті, зі смаком креветок, доступний лише в Китаї. Стандартна упаковка Шин Рамьон складається з локшини, пачки ароматизатора (супової основи) і пачки овочевих пластівців. Чорний Шин Рамьон містить додатковий пакет супу з яловичого бульйону, який надає супу більш інтенсивного пікантного смаку. Крім того, червоний Шин, представлений у 2020 році, є яскравим і екстра-гострим варіантом, який сподобається тим, хто шукає інтенсивного гострого досвіду. Ця версія зберігає фірмовий смак оригінального Шин Рамьон, пропонуючи ще гостріший смаковий профіль. Як і інші варіанти, стандартна упаковка червоного Шина включає локшину, порошок приправи та овочеві пластівці. Підвищений рівень спецій зробив червоний Шин улюбленим серед любителів прянощів.

## Історія
Шин Рамьон був представлений компанією Nongshim у жовтні 1986 року. Команда дослідників і розробників Nongshim надихнулась согогі джангук, — популярним корейським рагу з гострої капусти та яловичини.
Після появи Шин Рамьон, частка «Nongshim» на ринку локшини швидкого приготування досягла 46,3 % у 1987 році та вперше перевищила 50 % у 1988 році (53,8 %). З часткою ринку понад 20 %, Шин Рамьон є провідним брендом локшини швидкого приготування в Кореї.
У 2007 році «Nongshim» випустила версію Шин Рамьон зі смаком кімчі.
У серпні 2014 року компанія «Nongshim» переглянула свій рецепт блоків локшини по всій лінійці, щоб отримати більш жувальну консистенцію разом із оновленою зовнішньою упаковкою.
У 2015 році кількість проданих одиниць Шин Рамьон досягла 28 мільярдів, з моменту її появи. Шин Рамьон внесено до Національного індексу споживання брендів (NBCI) як бренд номер 1 у Південній Кореї (2012—2016) за впізнаваністю та потужністю бренду.
У 2019 році компанія «Nongshim» випустила несмажену версію локшини в пакеті, калорійність якої майже вдвічі менша.
У 2023 році в США були представлені «Shin Gold» (з курячим смаком) і «Shin Green» (з смаком тофу та грибів).

### Назва та упаковка

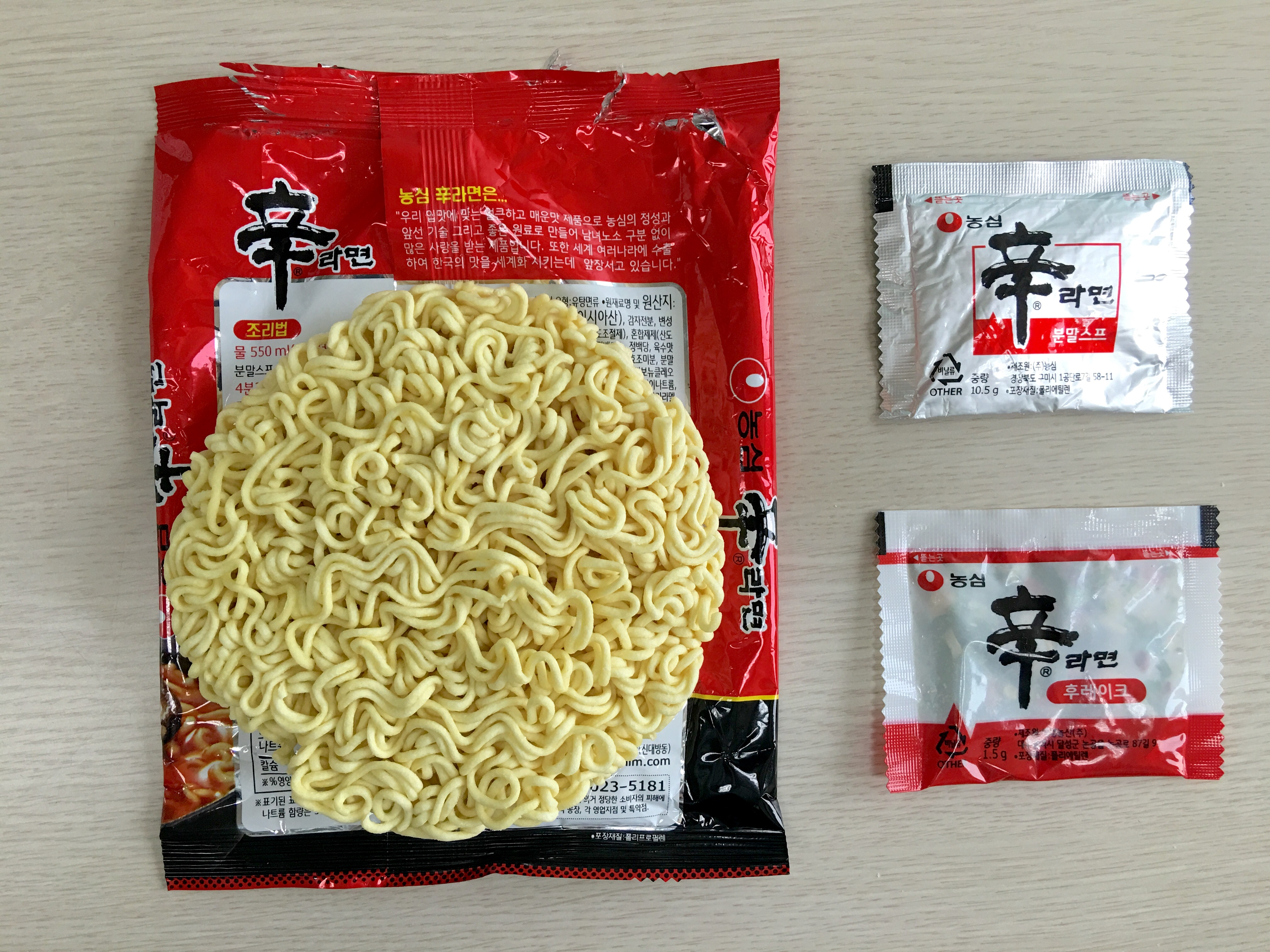
Композиція корейського Шин Рамьон

Шин Рамьон — це транслітерація корейських слів для «гострої локшини швидкого приготування». Шин Рамьон використовує червоно-чорну упаковку з підкресленою каліграфічною формою ієрогліфа ханча «辛», що означає «гострий». Крім того, ієрогліф є прізвищем як засновника «Nongshim», Сін Чунь-хо, так і його старшого брата, Шин Гек Хо, який заснував «Lotte».

## Продукти
Шин Рамьон вперше був представлений у 1986 році. У США існує два види Шин Рамьон: один — в пачці, а інший — локшина в стаканчику. Упаковка Шин Рамьон важить 120 г, і є 4 розміри чашок/мисок Шин Рамьон: суп з локшиною «Shin Cup» (68 г), суп з локшиною «Shin Bowl» (86 г), чашка «M-Cup Shin Ramyun» (75 г) і суп з локшиною «Shin Big Bowl» (114 г). В Японії існує міні-чашка Шин Рамьон.
Shin Ramyun Black був представлений у квітні 2011 року, тобто через 25 років після того, як Шин Рамьон вперше був представлений на ринку. Shin Ramyun Black — це дещо інша версія Шин Рамьон із додатковим порошком соллонтхан на додачу до смаку. Інші інгредієнти включають скибочки відвареної яловичини, часник і гриби шиїтаке. У США існує два типи Shin Ramyun Black: упаковка (130 г) і чашка/миска (локшина Shin Black Cup Noodle, 101 г). Також є Shin Black M-Cup (75 г).
Shin Ramyun Red «cупер гострий» був випущений наприкінці 2019 року як у стандартній формі пакету, так і в меншій чашці швидкого приготування, з використанням тих самих блоків локшини та пакету овочів, але набагато гострішої супової основи.
У Китаї також доступний смак креветок.

## Міжнародна дистрибуція
Шин Рамьон є найпопулярнішим брендом локшини швидкого приготування в Південній Кореї. Зараз на нього припадає чверть корейського ринку локшини швидкого приготування. Зараз Шин Рамьон експортується в понад 100 країн світу і виробляється в трьох країнах: США, Китаї та Південній Кореї. Станом на 2015 рік загальна кількість проданих одиниць Шин Рамьон у світі досягла 28 мільярдів одиниць.

## Маркетинг і реклама

### У Південній Кореї
У рамках маркетингових стратегій Nongshim використовує фразу «Шин Рамьон може змусити чоловіка плакати» (кор. 사나이 울리는 신라면). Слово санай (кор. 사나이) використовується для опису чоловіка, підкреслюючи при цьому маскулінність.
Більшість його рекламних роликів включають відомого чоловіка-знаменитість, часто зі своєю родиною, який їсть Шин Рамьон вдома. Ці рекламні ролики підкреслюють орієнтованість на сім'ю, корейськість та «народність». Psy, південнокорейський співак, який добре відомий своєю піснею «Gangnam Style», Пак Чісон і Сон Хинмін, південнокорейські футболісти, також знімалися в рекламі Шин Рамьон.
Nongshim має багато джинґлів для своєї продукції. Додавання простого, але легкозапам'ятовуваного джинґлу в кінці реклами є однією з важливих маркетингових стратегій Nongshim. Їх легко запам'ятати, і більшість жителів Південної Кореї знають про них.

### У Китаї
У Китаї Nongshim використовує слоган «Той, хто не може впоратися зі спеціями, не є справжнім чоловіком» (кит.: 吃不了辣味非好漢). Це гасло походить від відомої в Китаї фрази Мао Цзедуна ― «Хто ніколи не був на Великій стіні, той не справжній чоловік» (кит.: 不到長城非好漢).
Усвідомлюючи історичну важливість настільної гри падук (популярно відомої як «ґо») у Китаї, Nongshim спонсорує щорічний чемпіонат падук, Nongshim Cup, як частину своєї маркетингової стратегії з 1999 року.

### У Японії
У Японії «Nongshim» визначив 10 квітня як день Шин Рамьон, з 2010 року. Дата була обрана через схожість у вимові з «гострий» (яп. ホット), коли японська вимова числа 4 в англійській мові поєднується з японським словом, що означає 10.
Японське слово умакара (яп. うまから, дослівно — «гострий, але смачний») використовувалося для опису смаку Шин Рамьон.
У рамках основних маркетингових проектів Nongshim з 2013 року пропонує «Shin Ramyun Kitchen Car», фудтрак, який пропонує споживачам можливість скуштувати Шин Рамьон. Щороку вантажівка подорожує Японією протягом семи місяців, рекламуючи Шин Рамьон серед японських споживачів. Станом на квітень 2016 року вантажівка прийняла загалом 150 дегустацій і проїхала понад 100 000 кілометрів.